# Ерих фон Бранденбург
Ерих фон Бранденбург (на немски: Erich von Brandenburg; * ок. 1245, † 21 декември 1295) от род Аскани, е архиепископ на Магдебург от 1283 до 1295 г.

## Живот
Той е третият син на Йохан I (1213 – 1266), маркграф на Бранденбург, и първата му съпруга София Датска (1217 – 1247), дъщеря на крал Валдемар II от Дания.
През 1283 г. той е избран за архиепископ на Магдебург.